# 共有派生形質

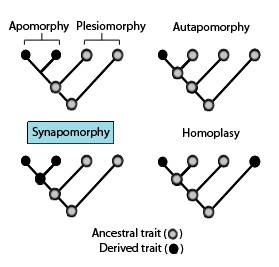
祖先形質および派生形質の様々なパタンを記述する用語と分岐図

系統学では、共有派生形質（きょうゆうはせいけいしつ、synapomorphy）とは、あるクレードを他の生物から区別する派生形質である。言い換えるならば、単系統群によって共有される派生形質であり、それらの最も近い共通祖先に存在したと推定される。共有派生形質（synapomorphy）という語はドイツ人昆虫学者のヴィリー・ヘニッヒによって造語され、ギリシャ語のσύν, syn = 共有の; ἀπό, apo = 分ける; and μορφή, morphe = 形　からきている。

## 議論
派生形質は進化の歴史において祖先形質から派生した形質である。派生形質は
系統的位置を決定するのに用いられる。系統学では、ある共通祖先から受け継がれ、あるクレードを他の近縁群から区別する派生形質のことを共通派生形質と呼ぶのである。
共通派生形質は生物の系統樹において注目するクレードに依る概念である。あるクレードに対して共有派生形質とみなすものは、包含関係（いれこ）のより下位では、原始形質となる。
例えば、乳腺の存在は、四肢動物にとっては哺乳類の共有派生形質であるが、げっ歯類と霊長類のお互いにとっては哺乳類としての祖先形質である。